# Elmisaurus
Elmisaurus là một chi khủng long, được Osmólska mô tả khoa học năm 1981.